# Francisco de Borja García-Huidobro
Francisco de Borja Germán García-Huidobro Severín (Santiago, 10 de octubre de 1936), conocido como Borja Huidobro, es un arquitecto y pintor chileno.

## Primeros años
Sus padre fueron José García Huidobro Domínguez y Adriana Severín Vial. A los 19 años, tomó clases de dibujo con el pintor Nemesio Antúnez, con quien aprendió a apreciar la pintura moderna y la composición abstracta. Ingresó a la carrera de Arquitectura en la Universidad Católica de Chile en Santiago, recibiéndose en 1963. Fue alumno de los premios Nacionales de Arquitectura, Sergio Larraín García-Moreno, Emilio Duhart, Mario Pérez de Arce, Héctor Valdés y Fernando Castillo Velasco.

## Vida profesional
Radicado en París, Francia, a comienzos de los años setenta, se integró al Atelier de Urbanismo y Arquitectura, grupo de vanguardia arquitectónica parisina, asumiendo junto a su socio Chemetov, la realización de numerosos e importantes proyectos de viviendas, instituciones y edificios públicos en Francia, España, China y la India. 
La dupla Huidobro-Chemetov se consagró bajo el gobierno de Mitterrand hacia principios de la década de los ochenta con la construcción de la embajada de Francia en la India y la realización del edificio de Ministerio de Finanzas en París, una de las obras de mayor envergadura de esa época en Europa. Se le considera una propuesta audaz por estar emplazada directamente sobre el río Sena. Durante la década del noventa los arquitectos se adjudicaron otros grandes proyectos, entre ellos la reconstrucción de la Galerie de l'Evolution, Museo de Historia Natural.
El arquitecto ha mantenido un contacto permanente con Chile, ocupándose de importantes desafíos urbanísticos en Santiago. Entre sus proyectos destacados esta el realizado junto al arquitecto Enrique Browne para el edificio corporativo del Consorcio Nacional de Seguros, obra que constituye un hito dentro del panorama arquitectónico local. Su destacada trayectoria le hizo merecedor del Premio Nacional de Arquitectura en 1991.

## Estrategia visual
Su obra arquitectónica se ha centrado en el rol de constructor del espacio urbano, concibiendo sus edificaciones como medio de representación política de una nación. Huidobro ha entendido apasionadamente la arquitectura desde una amplia perspectiva cultural y de creación propia. En sus edificios se observan formas inspiradas en maquinarias contemporáneas como proas de barcos, plataformas petroleras, alas de aviones, ventiladores, celosías y otros íconos mecánicos, que los convierten en verdaderas esculturas urbanas.
Se ha dedicado también a la pintura en forma paralela a la arquitectura. Trabaja series temáticas a manera de múltiples croquis entre la que destacan camas y los ángeles, figuras que le han servido como referente para resolver composiciones geométricas con mucha carga gestual, dinamismo y luminosidad. En sus obras hace evidente su interés por el trabajo del Grupo COBRA y la obra de Roberto Matta.
En la década de los noventa presentó telas en acrílico en pequeño formato donde destacan abstracciones de colores puros, de gran viveza, especialmente amarillos, rojos, blancos, grises azulados y verdosos.

## Exposiciones, premios y distinciones
- 1991 Premio Nacional de Arquitectura del Colegio de Arquitectos de Chile, Santiago, Chile.

### Exposiciones individuales
- 1959: Galería Carmen Waugh, Santiago, Chile.
- 1994: Galería Francoise Palluel, París, Francia.
- 1995: Galería Plástica Nueva, Santiago, Chile.
- 1996: Galería Francoise Palluel, París, Francia.
- 2008: Algunos Mitos y Leyendas de Chile, Galería de Arte Isabel Aninat, Santiago, Chile.

### Exposiciones colectivas
- 2001: Borja Huidobro - Claudia Huidobro, Galería Isabel Aninat, Santiago, Chile
- 2002: Artistas Arquitectos Chilenos y Argentinos. Sala Gasco de Arte Contemporáneo, Santiago, Chile.
- 2007: Implications, Artistas Chilenos en Francia, Galerías Bièvre, Athena y Antichambre, París, Francia.
- 2007: Implications, Un Pari Democratìque: Les Artistes Chiliens de Paris, Mairie du Treizieme Arrondissement, París, Francia.
- 2007: Tradición y Globalización, Fotografías de arquitectura húngara y latinoamericana, Centro Cultural Montecarmelo, Santiago, Chile.

Obras en Colecciones Públicas  
MUSEO DE ARTES VISUALES, SANTIAGO, CHILE
Cama V, 1992, mixta sobre tela, 46 x 36 cm.

#### Obras arquitectónicas
- Edificio Plaza de los Angeles (1998), Santiago, Chile
- Anfiteatro de la Quinta Vergara (2002), Viña del Mar, Chile.
- Edificio Golf 2001, 2003, Santiago, Chile
- Edificio Alsacia (2006), Santiago, Chile.
- Edificio Corporativo Banco BCI (2006), Santiago, Chile
- Edificio Echeñique (2008), Santiago, Chile
- Edificio Burgos (2008), Santiago, Chile.
- Edificio Beauchef 851 (2014), Santiago, Chile
- Edificio Central Universidad de Los Andes, Santiago, Chile.
- Edificio Consorcio Nacional de Seguros, Santiago, Chile.
- Edificio Residencial Barrio El Golf, Santiago, Chile.
- Embajada de Francia en la India.
- Edificio Ministerio de Finanzas de París, Francia.
- Galerie de l'evolution, París, Francia.